# Thalheim bei Wels
Thalheim bei Wels – gmina targowa w Austrii, w kraju związkowym Górna Austria, w powiecie Wels-Land. Według Austriackiego Urzędu Statystycznego liczyła 5462 mieszkańców (1 stycznia 2015).